# Spathoderma
Spathoderma is een geslacht van schildvoetigen uit de  familie van de Prochaetodermatidae.

## Soorten
- Spathoderma alleni Scheltema & Ivanov, 2000
- Spathoderma bulbosum Ivanov & Scheltema, 2008
- Spathoderma californicum (Schwabl, 1963)
- Spathoderma clenchi Scheltema, 1985
- Spathoderma grossum Scheltema & Ivanov, 2000
- Spathoderma quadratum Ivanov & Scheltema, 2008
- Spathoderma subulatum Ivanov & Scheltema, 2001